# Jean Djorkaeff
Jean Djorkaeff (* 27. října 1939 Charvieu, Isère) je bývalý francouzský fotbalista. Začínal jako útočník, ale většinu kariéry absolvoval na postu středního obránce. Pochází z rodiny kalmyckých a polských přistěhovalců.
Dvakrát vyhrál francouzský fotbalový pohár: 1964 s Olympique Lyonnais a 1969 s Olympique Marseille. V dresu Marseille se stal v roce 1970 francouzským vicemistrem. Poté přestoupil do Paris Saint-Germain, kde byl prvním hráčem s profesionální smlouvou a pomohl PSG roku 1971 k postupu do první ligy.
Ve francouzské reprezentaci odehrál 48 zápasů a vstřelil tři branky. Zúčastnil se mistrovství světa ve fotbale 1966, kde odehrál všechny tři zápasy v základní skupině, z níž Francouzi nepostoupili.
Po skončení kariéry působil jako trenér (Grenoble Foot 38, AS Saint-Étienne) a funkcionář (člen organizačního výboru francouzského poháru). Jeho syn Youri Djorkaeff byl členem týmu, který vyhrál domácí mistrovství světa ve fotbale 1998, má také zlatou a bronzovou medaili z mistrovství Evropy ve fotbale.